# TerreStar 1
TerreStar 1 — американський телекомунікаційний супутник корпорації TerreStar Corporation.
Створено в Space Systems / Loral на базі LS-1300S, має транспондери діапазонів E / F (S-діапазон IEEE, частоти 2.00-2.01 ГГц і 2.19-2.20 ГГц) і буде обслуговувати мобільні комунікації у Північній Америці. Використовується протокол GMR-3G . Сигнали передаються за допомогою 18 метрового складного відбивача. Стартова маса супутника 6910 кг, що робить його найважчим супутником, запущеним на геостаціонарну орбіту, і найбільшим комерційним супутником. Попередні два рекорди належать компанії ICO і супутнику G-1 2008-го року (6634 кг).
TerreStar був запущений в 17:52 GMT 1-го липня 2009, протягом двогодинного стартового вікна, що почалося в 16:13. Запуск був зміщений ближче до кінця вікна через погану погоду в першу годину. Були скасовані спроби запуску в 17:12 і 17:34. Запуск проведений компанією Arianespace з використанням ракети-носія  Ariane 5ECA з ELA-3, космодром Куру. Супутник був виведений на геоперехідну орбіту. Поступово супутник підніме себе на геостаціонарну орбіту за допомогою власного двигуна. Він буде розташований в точці 111 ° західної довготи. Очікуваний час служби — 15 років. Другий супутник, TerreStar-2 планують запустити в 2010.